# Diceros
Diceros is een geslacht van zoogdieren uit de  familie van de Rhinocerotidae (Neushoorns).

## Soort en ondersoorten
- † Diceros australis
- Diceros bicornis – Zwarte neushoorn
  - Diceros bicornis bicornis
  - † Diceros bicornis longipes – Westelijke zwarte neushoorn
  - Diceros bicornis michaeli – Oostelijke zwarte neushoorn
  - Diceros bicornis minor
- † Diceros douariensis
- † Diceros gansuensis
- † Diceros praecox
- † Diceros primaevus